# Manchester United Football Club 1977-1978
Questa voce raccoglie le informazioni riguardanti il Manchester United Football Club nelle competizioni ufficiali della stagione 1977-1978

## Stagione
Assunto in panchina Dave Sexton (ex Chelsea, Queens Park Rangers) in luogo di Tommy Docherty (dimissionario a causa di uno scandalo che lo vedeva coinvolto in una relazione extraconiugale con una fisioterapista della squadra), il Manchester United visse una stagione di transizione in cui si posizionò a metà classifica e fu eliminata al quarto turno di FA Cup. L'unico titolo riportato fu il Charity Shield, il cui titolo fu condiviso con il Liverpool essendo la finale terminata in pareggio.

## Maglie e sponsor
Restano invariate le divise introdotte nel 1975, prodotte dalla Admiral Sportswear.
| Manica sinistra · Manica sinistra · Maglietta · Maglietta · Manica destra · Manica destra · Pantaloncini · Calzettoni |

## Rosa
| N. |                             | Ruolo | Calciatore      |
| -- | --------------------------- | ----- | --------------- |
| -  | Inghilterra (bandiera)      | P     | Alex Stepney    |
| -  | Irlanda (bandiera)          | P     | Paddy Roche     |
| -  | Scozia (bandiera)           | D     | Martin Buchan   |
| -  | Scozia (bandiera)           | D     | Stewart Houston |
| -  | Scozia (bandiera)           | D     | Alex Forsyth    |
| -  | Scozia (bandiera)           | D     | Arthur Albiston |
| -  | Irlanda del Nord (bandiera) | D     | Jimmy Nicholl   |
| -  | Scozia (bandiera)           | D     | Gordon McQueen  |
| -  | Inghilterra (bandiera)      | D     | Martin Rogers   |
| -  | Irlanda (bandiera)          | C     | Ashley Grimes   |
| -  | Inghilterra (bandiera)      | C     | Gordon Hill     |

| N. |                             | Ruolo | Calciatore      |
| -- | --------------------------- | ----- | --------------- |
| -  | Irlanda del Nord (bandiera) | C     | David McCreery  |
| -  | Scozia (bandiera)           | C     | Lou Macari      |
| -  | Inghilterra (bandiera)      | C     | Brian Greenhoff |
| -  | Inghilterra (bandiera)      | C     | Steve Coppell   |
| -  | Irlanda del Nord (bandiera) | C     | Sammy McIlroy   |
| -  | Inghilterra (bandiera)      | A     | Andy Ritchie    |
| -  | Inghilterra (bandiera)      | A     | Stuart Pearson  |
| -  | Scozia (bandiera)           | A     | Joe Jordan      |
| -  | Inghilterra (bandiera)      | A     | Jimmy Greenhoff |
| -  | Irlanda del Nord (bandiera) | A     | Chris McGrath   |
| -  | Scozia (bandiera)           | A     | Steve Paterson  |

## Statistiche

### Statistiche di squadra
| Competizione   | Punti | Totale | Totale | Totale | Totale | Totale | Totale | DR |
| Competizione   | Punti | G      | V      | N      | P      | Gf     | Gs     | DR |
| -------------- | ----- | ------ | ------ | ------ | ------ | ------ | ------ | -- |
| First Division | 42    | 42     | 16     | 10     | 16     | 67     | 63     | +4 |
| FA Cup         | -     | 4      | 2      | 2      | 0      | 8      | 7      | +1 |
| Totale         |       | 46     | 18     | 12     | 16     | 75     | 70     | +5 |